# Campeonato de Primera División 1913 de la FAF (Argentina)
El Campeonato de Primera División de 1913 de la Federación Argentina de Football fue el vigésimo cuarto torneo de la Primera División del fútbol argentino, y el segundo organizado por esa entidad. Se disputó simultáneamente con la Copa Campeonato 1913 de la Asociación Argentina de Football. Empezó el 1 de mayo y terminó el 21 de diciembre, y se jugaron dos ruedas por el sistema de todos contra todos. 
Vio ganador al Club Estudiantes de La Plata, que se consagró así por primera vez.

## Ascensos y descensos
| Pos | Equipos ascendidos |
| --- | ------------------ |
| 1.º | Tigre              |
| 2.º | Hispano Argentino  |

| Equipos descendidos en la temporada 1912 |
| ---------------------------------------- |
| No hubo                                  |

De este modo, los participantes aumentaron a 10.

## Tabla de posiciones final
| Pos  | Equipo               | Pts | PJ | G  | E | P  | GF | GC | Dif |
| ---- | -------------------- | --- | -- | -- | - | -- | -- | -- | --- |
| 1.º  | Estudiantes (LP)     | 31  | 18 | 14 | 3 | 1  | 64 | 16 | 48  |
| 2.º  | GEBA                 | 28  | 18 | 11 | 6 | 1  | 46 | 19 | 27  |
| 3.º  | Argentino de Quilmes | 27  | 18 | 12 | 3 | 3  | 38 | 21 | 17  |
| 4.º  | Kimberley            | 21  | 18 | 9  | 3 | 6  | 34 | 31 | 3   |
| 5.º  | Independiente        | 19  | 18 | 7  | 5 | 6  | 39 | 33 | 6   |
| 6.º  | Hispano Argentino    | 17  | 18 | 8  | 1 | 9  | 21 | 40 | -19 |
| 7.º  | Tigre                | 15  | 18 | 6  | 3 | 9  | 23 | 38 | -15 |
| 8.º  | Porteño              | 12  | 18 | 4  | 4 | 10 | 26 | 32 | -6  |
| 9.º  | Atlanta              | 8   | 18 | 3  | 2 | 13 | 33 | 57 | -24 |
| 10.º | Sportiva Argentina   | 2   | 18 | 0  | 2 | 16 | 15 | 52 | -37 |

|  | Campeón.                         |
|  | Descendió a División Intermedia. |

## Copas nacionales
Durante la temporada se disputó también la siguiente copa nacional:
- Copa de Competencia La Nación: ganada por el Club Atlético Rosario Central.